# Hladovej Marvin
Hladovej Marvin (v anglickém originále Starvin' Marvin) je osmý díl první řady amerického komediálního animovaného televizního seriálu Městečko South Park.

## Děj
Eric, Stan, Kenny a Kyle chtějí hodinky z reklamy Sally Struthersové, která je nabízí za peněžní podporu hladovějícím Afričanům. Kluci nicméně omylem zažádají o adoptování etiopského dítěte. Mezitím v genovém inženýrství naklonují krocany, kteří jsou vysoce agresivní. Krátce po příjezdu Marvina, etiopského dítěte, začne věc řešit vyšetřovací služba, která se pokusí ho najít a vrátit do vlasti, protože se jednalo o omyl. Podle špatných informací do Etiopie vrátí Cartmana. Ten tam zničí byznys Sallly Struthersové s jídlem, který si nechávala pro sebe. Krocani jsou lidmi zlikvidováni a Marvin se s nimi vrací domů.